# Trichothelium angustisporum
Trichothelium angustisporum är en lavart som beskrevs av M. Cáceres & Lücking. Trichothelium angustisporum ingår i släktet Trichothelium och familjen Porinaceae.   Inga underarter finns listade i Catalogue of Life.